# Estrella de Kapteyn

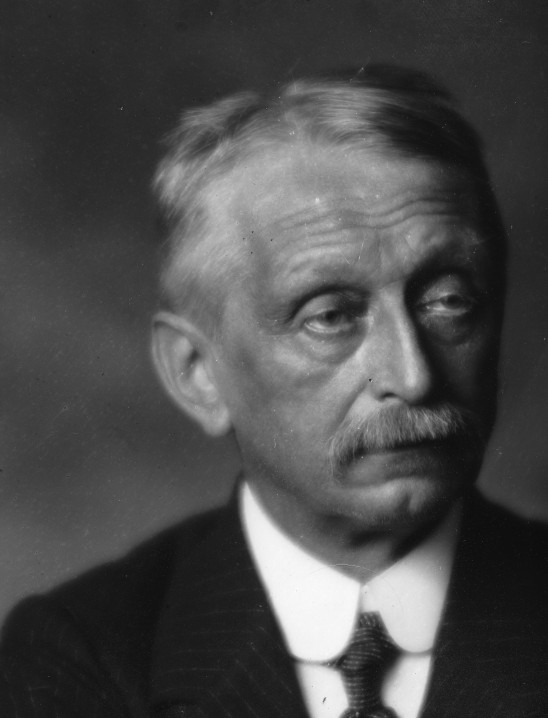
Jacobus Cornelius Kapteyn, astrònom neerlandés que va descobrir l'estel de Kapteyn

L'estrella de Kapteyn (HD 33793 / GJ 191) és un estel que s'hi troba a 12'8 anys llum del sistema solar. GJ 1061, a 3'7 anys llum de distància, és l'estrella coneguda més propera a ella. Situada a la constel·lació del Cavallet de Pintor, al nord-oest de β Pictoris, l'estel de Kapteyn té magnitud aparent +8'89, cosa per la que no és visible a ull nu.

## Descobriment
L'estel de Kapteyn va ser descobert el 1897 per Jacobus Kapteyn —a qui deu el seu nom— durant el seu treball al «Capei Photographic Durchmusterung». Des de llavors ha atret l'atenció dels astrònoms, en part per la seva alta velocitat espacial relativa al Sol, descoberta el 1909.
El 1924 va ser classificada com a nana roja de tipus espectral M1V per les línies de TiO en el seu espectre, i la seva lluentor és almenys dues magnituds més baixa del que caldria esperar per a un estel de la seva classe. Un posterior estudi del seu espectre el 1976 va posar de manifest la intensitat de les línies degudes a CaH i MgH així com la feblesa de les línies de TiO. Ara es classifica com a subnana.

## Sistema planetari
El 2014 es va anunciar que l'estrella de Kapteyn alberga dos planetes de baixa massa, Kapteyn b i Kapteyn c. Kapteyn b és el planeta potencialment habitable més antic conegut, s'estima que té 11.000 milions d'anys. Els planetes són a prop d'un període de 5:02 de commensurabilitat, però les ressonàncies no van poder ser confirmades al moment del descobriment. La integració dinàmica de les òrbites suggereix que el parell de planetes estan en un estat dinàmic anomenat de corotació absidal, que en general implica que el sistema és dinàmicament estable durant llargs períodes. L'anunci de sistema planetari va ser acompanyat per un curt relat de ciència-ficció, "Sad Kapteyn", escrit per l'escriptor Alastair Reynolds.
Sistema planetari de l'estrella de Kapteyn:.
| Nom | Massa (MT)   | Semieix major (ua) | Període orbital (dies) | Excentricitat  |
| --- | ------------ | ------------------ | ---------------------- | -------------- |
| b   | 4,80+0,9−1,0 | 0,168+0,006−0,008  | 48,616+0,036−0,032     | 0,21+0,11−0,10 |
| c   | ≥7,0+1,2−1,0 | 0,311+0,038−0,014  | 121,53+0.25−0,25       | 0,23+0,10−0,12 |
- El rang d'habitabilitat per a Kapteyn b és de ua: ∼0,126-0,236[13]